# Eadfrido di Leominster
Eadfrido di Leominster, conosciuto anche come Eadfrith e Eadridus (... – Leominster, 675), è stato un monaco benedettino vissuto nel settimo secolo. Sebbene si conosca molto poco dei primi periodi della sua vita, egli è considerato una importantissima figura nella cristianizzazione dell'Inghilterra anglosassone ed è venerato come santo dalla Chiesa cattolica, dalla Chiesa ortodossa e dalla Comunione anglicana.

## Biografia
Eadfrido arrivò nel regno di Hwicce dal regno di Northumbria e qui lavorò come missionario. All'incirca nel 660 Eadfrido convertì al cristianesimo Merewalh, re del Magonsete, contemporaneo e probabilmente figlio di Penda, re di Mercia, e con il suo supporto fondò poi un'abbazia per donne a Leominster, probabilmente nello stesso sito che oggi ospita la prioria di Leominster. L'abbazia, citata anche nel Domesday Book, fu poi distrutta nel corso delle invasioni danesi del decimo secolo e quindi ricostruita nel 1139 e fu da allora associata alla famiglia reale.
Eadfrido è oggi conosciuto soprattutto grazie all'agiografia di metà dell'undicesimo secolo conosciuta come Secgan o On the Resting-Places of the Saints, ma anche alla Cronaca anglosassone (in particolare al manoscritto C del 1046) e al Catalogus sanctorum pausantium in Anglia.
Eadfrido morì nel 675 e fu sepolto a Leominster.